# Йохан Фридрих фон Волфщайн-Зулцбюрг
Йохан Фридрих фон Волфщайн-Зулцбюрг (на немски: Johann Friedrich Freiherr von Wolfstein-Sulzbürg; * 3 ноември 1604, Зулцбюрг; † 27 април 1650) е фрайхер на Волфщайн и на Оберн-Зулцбюрг в Горен Пфалц в Бавария. Той е прадядо на датската кралица София Магдалена фон Бранденбург-Кулмбах, омъжена 1721 г. за бъдещия крал Кристиан VI от Дания и Норвегия.

## Произход и наследство
Той е вторият син на Йохан Адам фон Волфщайн (* 10 декември 1573; † 2 ноември 1617) и съпругата му Елизабет Шенк фон Лимпург-Зонтхайм (* 6 октомври 1571; † 12 август 1646), дъщеря на Фридрих VI Шенк фон Лимпург (1536 – 1596) и шенка Агнес фон Лимпург-Гайлдорф (1542 – 1606). Внук е на фрайхер Йохан Андреас фон Волфщайн-Зулцбюрг (1541 – 1582/1585) и втората му съпруга фрайин Йохана Магдалена фон Дегенберг († 1597). Брат е на бездетния Георг Албрехт фон Волфщайн (* 26 април 1600; † 23 март 1658) и на неомъжената Катарина София фон Волфщайн (* 12 юни 1608; † 6 октомври 1634).
Йохан Фридрих фон Волфщайн-Зулцбюрг умира на 45 години на 27 април 1650 г. и е погребан в Пирбаум в Горен Пфалц, Бавария.
Родът Волфщайн изчезва по мъжка линия на 20 април 1740 г. със смъртта на внукът му последният граф Кристиан Албрехт фон Волфщайн и собственостите отиват на Курфюрство Бавария.

## Фамилия
Първи брак: на 12 март 1640 г./на 12 май 1640 г. в Нюрнберг с фрайин Барбара Тойфел цу Гундерсдорф (* 3 декември 1613, Виена; † 30 май 1644, Пирбаум), дъщеря на фрайхер Георг Тойфел фон Гундерсдорф († 1642) и Елизабет фон Пуххайм († 1630). Тя умира малко след раждането. Те имат един син:
- Албрехт Фридрих фон Волфщайн (* 13 май 1644; † 6 ноември 1693), издигнат 1673 г. на имперски граф на Волфщайн и фрайхер на Зулцбюрг, сгоден на 13 ноември 1665 г. в Ремлинген и се жени на 25 септември 1666 г. за графиня София Луиза (Лудовика) фон Кастел-Ремлинген (* 8 юли 1645; † 19 юли 1717, Кастел)

Втори брак: на 8 октомври 1649 г. с фрайин Анна Регина фон Хайлег (* 22 май 1613; † 27 ноември 1671, погребана в Пирбаум), дъщеря на фрайхер Адам фон Хайлег и фрайин Елизабет фон Танхаузен. Бракът е бездетен.